# 天平之甍
《天平之甍》乃日本作家井上靖以唐朝鑒真大師東渡傳法為本所著之歷史小說，初版於1957年12月由中央公論社出版，台灣曾由謝鮮聲翻譯，三三書坊於1986年出版，但井上靖訪問中國大陸後又增添內容，並在2005年由新潮社改版出版（新潮文庫）。中譯本由楼适夷翻譯，由作家出版社於1963年4月在中國大陸出版。

## 内容介绍
这是一部历史小说，描寫唐朝开元、天宝时代高僧鑒真法师渡日传法的史迹。鉴真對於日本奈良朝天平年间的文化发展起了很重要的作用，影响深远，至今日本历史学家，称鉴真为日本文化的大恩人，是中日文化交流史上的一件大事。甍為屋脊之意，而天平之甍則是尊稱鑒真為天平時期日本文化的屋脊之意。
小说通过这一史实，有力地写出了古代两国文化交流的艰难困苦的道路，鉴真和以普照、榮睿為主的四位日本遣唐僧人之坚强意志與献身精神，也生动地描写了当时两国政治、社会、文化、生活各方面的风貌。　 　　

## 評價
《天平之甍》被誉为井上文学的代表作品之一，井上於1957年10月访问中国大陸，翌年以《天平之甍》获得日本艺术选奖，并获日本文部大臣赏。

## 改編電影
1980年此書被改編為電影，於揚州取景。

### 工作人员
- 監督：熊井啓
- 脚本：依田義賢
- 音楽：武満徹
- 撮影：姫田真佐久
- 美術：木村威夫
- 録音：吉田庄太郎
- 編集：小川信夫
- 監督補佐：小笠原清
- 助監督：小倉洋二、松井稔、鈴木康敬、吉川威史
- 製作者：佐藤一郎、金原文雄、磯野理、遠藤雅也
- 協力：東宝美術、東宝映像、東宝効果集団、東宝録音センター
- 現像：東洋現像所
- 製作協力：日本中国文化交流協会、中華人民共和国文化部、東京放送、東宝、北京电影制片厂、上海电影制片厂、西安电影制片厂

### 角色
- 普照：中村嘉葎雄
- 榮叡：大門正明
- 玄朗：浜田光夫
- 戒融：草野大悟
- 鑒眞：田村高廣
- 業行：井川比佐志
- 景雲：常田富士男
- 平郡郎女：藤真利子
- 与呂志女：高峰三枝子
- 小芳：吉田日出子
- 吉备真备：梅野泰靖
- 阿倍仲麻呂：高橋幸治
- 藤原清河：高野真二
- 大伴古麻呂：出水憲司
- 隆尊：志村喬
- 良弁：滝沢修
- 道抗：陶隆司
- 思託：町田博
- 祥彦：井上昭文
- 善尊：鶴田忍
- 陰陽師：三笑亭笑三
- 張警備隊長：沼田曜一
- 李船長：汐路章
- 水夫：横山あきお、砂塚秀夫
- その他：草薙幸二郎、島本須美、平野稔　ほか
- 踊り：山崎啓子(松山バレエ団)
- ナレーション：城達也

## 內部連結
- 鑒真
- 唐招提寺

## 外部連結
- 《天平之薨》扬州取景